# Đèo Bụt (Quảng Ninh)
Đèo Bụt là đèo trên quốc lộ 18A ở vùng giáp ranh thành phố Hạ Long và thành phố Cẩm Phả tỉnh Quảng Ninh, Việt Nam .
Đèo Bụt ở vùng giáp ranh giữa phường Hà Phong thành phố Hạ Long và phường Quang Hanh thành phố Cẩm Phả . Hiện nay quả núi ở phía đông nam đèo được gọi là núi Đèo Bụt 20°57′59″B 107°11′25″Đ / 20,966389°B 107,190278°Đ.

## Rốn Cô Tiên
Trên dốc phía tây đỉnh Đèo Bụt, tại khu vực giáp ranh giữa Cẩm Phả và Hạ Long, có một cái lỗ được gọi là "rốn Cô Tiên". Lỗ này thông tới một hang ngầm dẫn ra tới biển, và là một vị trí linh thiêng liên quan đến một truyền thuyết của người Dao .
Về địa chất đèo mở qua một núi đá vôi, tại đó có hang karst kéo dài và thông ra đến biển. Trong quá trình làm và sửa chữa đường thì người ta luôn để cái lỗ thông suốt ở giữa làn đường. Bên cạnh đường là án nhang thờ Cô Tiên.

## Đèo Bụt ngập lụt
Tuy là đèo ở vùng núi cận kề biển, nhưng sự phát triển hỗn loạn của lấn sông biển, khai thác than và gọt trọc đồi núi, xây dựng nhà phố... làm cho khi có mưa thì nước đổ nhanh xuống thung lũng song đường thoát hẹp, dẫn đến đoạn ở chân đèo cũng bị ngập lụt.
Ngày 21/07/2018 sự kiện "Ngập sâu tới hơn 1 m tại Đèo Bụt" được đăng tải, với nguyên nhân là do trận mưa kéo dài suốt từ tối ngày 20/7 đến sáng nay 21/7 với lưu lượng lớn tại vùng này làm giao thông tê liệt .
Ngập lụt tái diễn vào ngày 4/8/2018 dẫn đến chân dốc ngập sâu đến 1,5–2 m lần nữa gây giao thông tê liệt .